# Carex williamsii
Espèce
Classification phylogénétique
Carex williamsii est une espèce des plantes du genre Carex et de la famille des Cyperaceae.